# Yoon Jin-yi
Yoon Jin-Yi (de nacimiento Kim Yoon-Jin; Daejeon, 27 de julio de 1990) es una actriz surcoreana.

## Carrera
Debutó en el 2012 en la serie de comedia romántica A Gentleman's Dignity, como una chica enamorada de un hombre mayor.

## Filmografía

### Series
| Año  | Título                  | Rol                           | Red  |
| ---- | ----------------------- | ----------------------------- | ---- |
| 2012 | A Gentleman's Dignity   | Im Me Ah-Ri                   | SBS  |
| 2013 | The Fugitive of Joseon  | So Baek                       | KBS2 |
| 2013 | Reply 1994              | Jin-Yi / "Die Die" (ep.16-17) | tvN  |
| 2014 | It's Okay, That's Love  | Lee Pool-Ip (ep.1-2)          | SBS  |
| 2014 | Discovery of Love       | Ahn Ah-Rim                    | KBS2 |
| 2016 | Happy Home              | Joo Se-Ri                     | MBC  |
| 2016 | The Sound of Your Heart | Fake Ae-Bong (ep.7-8)         | KBS2 |
| 2017 | Han Yeo-Reum's Memory   | Yoon Hye-Ri                   | JTBC |
| 2018 | My Only One             | Jang Da-Ya                    | KBS2 |

### Cine
| Año  | Título          | Rol           |
| ---- | --------------- | ------------- |
| 2014 | We Are Brothers | Yang Yeo-Il   |
| 2015 | Helios          | Shin Mi-Kyung |

## Premios y nominaciones
| Año  | Categoría               | Premio          | Serie       | Resultado |
| ---- | ----------------------- | --------------- | ----------- | --------- |
| 2018 | Best Supporting Actress | KBS Drama Award | My Only One | Ganó      |